# Le Grand Jour (film)
Pour plus de détails, voir Fiche technique et Distribution.
Get Low est un film dramatique de 2009 réalisé par Aaron Schneider et écrit par Chris Provenzano et C. Gaby Mitchell. Il raconte l'histoire d'un ermite du Tennessee dans les années 1930 qui organise de son vivant sa propre cérémonie funéraire. Le film met en vedette Robert Duvall, Bill Murray, Sissy Spacek et Lucas Black. Robert Duvall a reçu le Hollywood Film Festival Award du meilleur acteur pour sa performance principale.

## Synopsis
Personne ne connaît vraiment Felix Bush, qui vit en ermite dans les bois. Des rumeurs l'entourent, comme quoi il aurait pu tuer de sang-froid ou qu'il est de mèche avec le diable.
Ainsi, la ville est surprise lorsque Félix se présente à l'église du révérend Gassy Horton avec une grosse somme d'argent et demande une cérémonie funéraire pour lui-même, ce que le révérend Horton refuse de faire.
Frank Quinn, le propriétaire des pompes funèbres locales en difficulté financière, convoite l'argent de Bush et accepte de faire de la publicité et d'aider à organiser une cérémonie funéraire. Les habitants de la ville et d'autres habitants de la région sont invités à venir à l'événement et à raconter à Felix Bush les histoires qu'ils ont entendues à son sujet. Pour s’assurer une bonne participation, Bush demande de faire une tombola, avec sa propriété comme premier prix ; ainsi beaucoup de personnes achètent des billets à 500 dollars pièce.
Les choses se compliquent lorsqu'un vieux mystère est rappelé, impliquant une veuve locale nommée Mattie Darrow, qui était la petite amie de Bush dans leur jeunesse, et sa sœur décédée, Mary Lee Stroup. Avec l'aide d'un prédicateur qui insiste pour que la vérité d'il y a quarante ans soit révélée, Bush a l'intention d'avouer sa honte et sa complicité dans un événement terrible. Il révèle à Mattie sa liaison avec sa sœur mariée, Mary Lee, lui disant que c'était Mary Lee qui était son véritable amour, son seul amour.
Aux personnes réunies pour ses funérailles, il raconte comment les deux ont projeté de s'enfuir ensemble et, lorsqu'elle n'est pas arrivée à l'endroit convenu, il s'est rendu chez elle pour la chercher. Il a découvert que son mari l'avait attaquée avec un marteau, l'assommant. Le mari a jeté une lampe à pétrole contre un mur pour mettre le feu à la maison et se tuer, Mary Lee inconsciente et Bush. Bush s'est libéré du mari qui l'agressait, mais alors que ses vêtements prenaient feu, il a également vu Mary Lee prendre feu. Alors qu'il allait éteindre le feu, il s'est senti voler par la fenêtre, peut-être poussé par le mari, et il n'a pas pu rentrer dans la maison pour sauver Mary Lee.
Mattie quitte la fête, la tombola a lieu et un gagnant est proclamé. Plus tard, une fois tout rangé et que tout le monde est parti, Mattie revient ; elle semble avoir pardonné à Bush. 
Il meurt peu de temps après, en se voyant cheminant alors que Mary Lee marche à ses côtés.
Sa cérémonie funéraire et son enterrement ont lieu dans une petite partie de sa propriété où il a, au fil des ans, enterré ses compagnons animaux. Charlie officie la cérémonie, avec le révérend Gus Horton, Buddy, sa femme et son enfant, et en présence de Mattie et Frank.
Après une courte bénédiction de Charlie, Mattie place un portrait de sa sœur, Mary Lee, sur le cercueil de Felix, leur permettant d'être ensemble pour l’éternité. 
Alors que sa tombe est comblée, les personnes en deuil partent.

## Fiche technique
- Titre original : Get Low
- Titre français : Le Grand Jour
- Réalisation : Aaron Schneider
- Scénario : Chris Provenzano et C. Gaby Mitchell
- Sociétés de production :  K5 International, Zanuck Independent, David Gundlach Productions, LARA Enterprises, TVN, Butcher's Run Films
- Producteur : David Gundlach, Dean Zanuck
- Musique du film : Jan A.P. Kaczmarek
- Directeur de la photographie : David Boyd
- Montage :  Aaron Schneider
- Distribution des rôles : Craig Fincannon, Lisa Mae Fincannon
- Création des décors :  Geoffrey Kirkland
- Direction artistique : Korey Washington
- Décorateur de plateau :  Frank Galline
- Création des costumes : Julie Weiss
- Coordinateur des cascades :  Lonnie R. Smith Jr.
- Pays d'origine :  États-Unis /  Allemagne /  Pologne
- Genre : Film dramatique
- Durée : 99 minutes (1 h 39)
- Dates de sortie :
  -  Canada : 12 septembre 2009 (Festival international du film de Toronto)
  -  Espagne : 21 septembre 2009 (Festival international du film de Saint-Sébastien)
  -  Italie : 15 novembre 2009 (Festival du film de Turin)
  -  Pologne : 28 novembre 2009 (Festival Camerimage) / 22 octobre 2010 (sortie nationale)
  -  États-Unis : 22 janvier 2010 (Festival du film de Sundance)
  -  France : 8 septembre 2010 (Festival du cinéma américain de Deauville)
  -  Royaume-Uni : 25 juin 2010 (Festival international du film d'Édimbourg) / 21 janvier 2011 (sortie nationale)
  -  Belgique : 15 octobre 2010 (Festival international du film de Flandre-Gand) / 1er juin 2011 (sortie nationale)

## Distribution
- Robert Duvall (V.F. : Richard Leblond) : Felix Bush
- Sissy Spacek (V.F. : Martine Irzenski) : Mattie Darrow
- Bill Murray (V. F. : Patrick Floersheim) : Frank Quinn
- Lucas Black : Buddy
- Gerald McRaney : Gus Horton
- Bill Cobbs : Charlie Jackson
- Scott Cooper : Carl
- Lori Beth Edgeman : Kathryn
- Andrea Powell : Bonnie
- Chandler Riggs : Tom
- Rebecca Grant : Joan

## Autour du film
Le film est vaguement basé sur une histoire vraie qui s'est passée à Roane County, Tennessee, en 1938. Le personnage de Duvall, Felix Bush, était basé sur une personne réelle nommée Felix Bushaloo dite "Oncle Bush" Breazeale,. Il a été entièrement tourné sur place en Géorgie, avec le soutien à la production fourni par le Georgia Department of Economic Development.